# FC 푸네 시티
FC 푸네 시티(FC Pune City)는 인도 마하라슈트라주 푸네를 연고지로 하는 축구 클럽이었다. 2014년 출범한 인도 슈퍼리그에 참가하고 있다.

## 역대 감독
| 감독                   | 임기        |
| ---------------------- | ----------- |
| 데이비드 플랫          | 2015        |
| 안토니오 로페스 아바스 | 2016 ~ 2017 |
| 미겔 앙헬 포르투갈     | 2018        |